# مايكل تشاو
مايكل تشاو (بالصينية المبسطة: 周英华؛ بالصينية التقليدية: 周英華؛ بينيين: Zhōu Yīnghuá؛ من مواليد 7 مارس 1939) هو صاحب مطعم ومصمم ديكور داخلي وفنان وممثل صيني بريطاني. تشاو، المعروف أيضًا باسم إم، هو المؤسس المشارك ومالك سلسلة مطاعم السيد تشاو. ظهر في العديد من الأفلام، وأقام معارض فنية فردية وعمل مصممًا معماريًا، وهو والد الممثلة تشاينا تشاو.

## حياته ومسيرته المهنية
وُلد تشاو باسم تشو ينغهوا في شنغهاي. كان والده تشو شينفانغ، أحد أشهر الممثلين الصينيين في عصره، وأحد رواد أوبرا بكين. أما والدته الكاثوليكية، فقد أطلقت عليه اسم مايكل. أما شقيقته فهي الممثلة تساي تشين، إحدى فتيات بوند السابقات.
تنحدر والدته من عائلة ثرية جمعت ثروتها من الشاي. أُرسل إلى مدرسة داخلية بريطانية عندما كان في الثانية عشرة من عمره، وقضى فترة مراهقته في أوروبا؛ وبعد وصوله إلى لندن عام 1952، لم يتمكن من التحدث إلى والده أو رؤيته مرة أخرى. في عام 1956، درس تشاو في مدرسة سانت مارتن للفنون، وفي العام التالي في مدرسة هامرسميث للبناء والعمارة. مارس الرسم بالتوازي مع مزاولته التمثيل. أقام العديد من المعارض الفنية في جميع أنحاء لندن، بما في ذلك في معهد الفنون المعاصرة.
افتتح تشاو وشريكه التجاري روبن ساذرلاند صالون "سميث آند هاوز" لتصفيف الشعر في شارع سلون بلندن، ثم باعاه لاحقًا لمصفف الشعر الشهير ليونارد من ميدان غروسفينور، ليصبح اسمه ليونارد وتويغي. ثم خطرت لتشاو فكرة افتتاح مطعم يقدم مأكولات صينية يقدمها نادلون إيطاليون، وبقائمة طعام يفهمها البريطانيون.. دعم ساذرلاند فكرته، وجمع الأموال، واستضاف ستة طهاة من هونغ كونغ. صمم تشاو المطعم ببلاط أرضيات أخضر أنيق وجدران بيضاء، وافتتح السيد تشاو في نايتسبريدج بلندن في فبراير 1968، مقدمًا مأكولات بكينية. اشترى تشاو أعمالًا فنية لألين جونز، وبيتر بليك، وباتريك كولفيلد، وديفيد هوكني، وجيم داين للجدران، التي اشتهرت بشهرة الطعام. افتتح الشريكان ثلاثة مطاعم أخرى تحمل اسم "مستر تشاو" في لندن قبل أن يستحوذ تشاو على ساذرلاند وينتقل إلى نيويورك. توسعت سلسلة مطاعمه لتشمل أماكن مثل لاس فيغاس وميامي ومدينة نيويورك وبيفرلي هيلز.
صرح تشاو بأن مطاعمه لطالما اتسمت "بالرغبة والحاجة إلى الترويج للثقافة الصينية"، وهو ما فعله من خلال الطعام. يزور تشاو الصين مرتين سنويًا على الأقل، وأعرب عن سعادته بالنمو الاقتصادي للبلاد وحضورها المتزايد على الساحة العالمية. وقال تشاو في مقابلة مع صحيفة وول ستريت جورنال: "لطالما كانت الصين أمة عظيمة"، وأضاف: "الشعب الصيني - أنا معجب به. ماذا عساي أن أقول؟" تعرضت مطاعمه لانتقادات واسعة من نقاد الطعام، لكنها حافظت على شعبيتها عقودًا بفضل قدرتها على جذب المشاهير بفضل سحر المطاعم الفاخرة وأسعارها المرتفعة عمدًا.
عُيّن تشاو في مجلس إدارة متحف الفن المعاصر "ذا برود" المكون من 12 عضوًا، والمملوك لإيديث وإيلي برود، والمكون من ثلاثة طوابق، بتكلفة 140 مليون دولار، في وسط مدينة لوس أنجلوس.
منذ صغره، أصبح تشاو جامعًا مهووسًا للأثاث والفن المعاصر، ولا سيما مجموعته الشهيرة من الصور الشخصية (له) بريشة فنانين عالميين. منذ الستينيات، صمم العديد من المشاريع المعمارية، بما في ذلك جميع مطاعمه، ومتاجر جورجيو أرماني في بيفرلي هيلز ولاس فيغاس، ومنزله في هولمبي هيلز، لوس أنجلوس.
عاد تشاو في عام 2011 إلى شغفه بالرسم بتشجيع من أصدقائه، صاحب المعرض جيفري ديتش والفنان جوليان شنابل. أقام في عام 2014 أول معرض فردي له في معرض بيرل لام في هونغ كونغ. كان معرضه الفردي الرئيسي في عام 2016 في مركز أولينز للفن المعاصر في بكين بمثابة تكريم لوالده، تشو شينفانغ. في عام 2023، كان موضوعًا لفيلم وثائقي.

## حياته الشخصية
تزوج أربع مرات، أولًا غريس كودينتون من عام 1968 حتى عام 1969، ثم تينا تشاو من عام 1972 حتى عام 1989، وثالثًا إيفا تشون من عام 1992 حتى عام 2017. انتهت زيجاته الثلاث الأولى بالطلاق وهو متزوج من فانيسا رانو منذ 9 فبراير 2019. ولدى مايكل تشاو خمسة أطفال، بما في ذلك تشاينا تشاو.